# Établissement vert Brundtland
Pour les articles homonymes, voir Brundtland et EVB.

Logo

Le réseau des Établissements verts Brundtland (EVB-CSQ) est un mouvement instauré au Québec en 1993 par la Centrale des syndicats du Québec (CSQ) et ses partenaires. Il rassemble principalement des établissements scolaires, des centres de la petite enfance aux facultés universitaires, mais aussi des établissements santé, des organisations municipales et des regroupements de professionnelles et professionnels.
Il affirme avoir comme préoccupations majeures le partage, la coopération, l’équité, la solidarité, le respect, la paix et les droits humains. Il met en avant le principe de l'« éducation pour un avenir viable » (EAV), qui « vise la formation de citoyennes et de citoyens aptes à s'engager dans des actions individuelles et collectives qui contribuent à l'avènement de sociétés démocratiques, justes, équitables et viables tant au point de vue économique, sociopolitique qu'environnemental ». Il valorise l'engagement des jeunes et des adultes en faisant connaître et reconnaître socialement leurs réalisations et leurs actions.
Les valeurs du mouvement sont inspirées du rapport Brundtland (1988), aussi connu sous le titre Notre avenir à tous, issu des travaux de la Commission mondiale sur l’environnement et le développement présidée par Gro Harlem Brundtland.
Le mouvement EVB compte en 2015 plus de 1400 établissements québécois.